# 60. Infanterie-Division (mot.) (Wehrmacht)
Die 60. Infanterie-Division, ab 1940 60. Infanterie-Division (mot.), ab 1943 Panzergrenadier-Division „Feldherrnhalle“, war ein Großverband des Heeres der deutschen Wehrmacht.
Die 60. Infanterie-Division (ID) entstand nach dem Polenfeldzug aus der Gruppe Eberhardt, einer Einheit der Landespolizei der Freien Stadt Danzig, benannt nach ihrem Kommandanten Generalmajor Friedrich-Georg Eberhardt. Im Sommer 1940 wurde sie motorisiert und im August in 60. Infanterie-Division (mot.) umbenannt. Das III. Btl./IR 92 wurde am 17. November 1941 in 3. Jäger-Bataillon umbenannt, in der Tradition des Königlich-Preußischen Jäger-Bataillons Nr. 27 aus dem Ersten Weltkrieg, es verwendete finnische Symbole. Die 60. ID (mot) wurde in Stalingrad vollständig vernichtet. Es war ursprünglich vorgesehen, die Überlebenden in einen neuen Verband namens 60. Panzergrenadier-Division einzugliedern. Er erhielt aber im Mai 1943 die Bezeichnung Panzergrenadier-Division Feldherrnhalle.

## Geschichte
Mit der Divisionsnummer 60 wurden bei der Wehrmacht während der Zeit des Zweiten Weltkrieges drei aufeinanderfolgende Verbände geführt. Diese bauten jeweils auf der Vorgängerorganisation auf.

## 60. Infanterie-Division

### Aufstellung
Am 15. Oktober 1939 wurde die Division in Danzig aus der Gruppe Eberhardt (Sonderverband Danzig) aufgestellt und am 5. November durch den Artillerie-Regiments-Stab z. b. V. 703, die Leichte Artillerie-Abteilungen 741 und 750 und die Artillerie-Abteilung 761 verstärkt. Letztere wurde am 1. April 1940 zum Artillerie-Regiment 160 vergrößert.

### Westfeldzug
Von Mai 1940 bis zum August 1940 war die 60. Infanterie-Division im Westfeldzug eingesetzt.

## 60. Infanterie-Division (mot.)

### Aufstellung der Division durch Umgliederung
Ab dem 18. Juli 1940 wurde die Division mit Kettenfahrzeugen motorisiert und dabei das Infanterie-Regiment 243 aufgelöst.

### Besatzungsaufgaben in Frankreich
Nach dem Waffenstillstand in Frankreich übernahm der Verband in diesem Land Besatzungsaufgaben bis zum April 1941. In der Vorbereitung des Angriffs auf die Sowjetunion wurde der Verband für einen Einsatz bei der Heeresgruppe Süd vorgesehen.

### Balkanfeldzug
Durch den Angriff der italienischen Streitkräfte aus Albanien heraus auf Griechenland, war die deutsche Heeresführung zur Intervention auf dem Balkan gezwungen. Hierbei kam die 60. Infanterie-Division (mot.) zwischen April und November 1941 in Jugoslawien zum Einsatz.

### Operation Barbarossa
Erst verspätet wurde die Division ab November 1941 bei der Heeresgruppe Süd in der Sowjetunion zum Einsatz gebracht.
Am 1. April 1942 wurden das Kradschützen-Bataillon 160 und die Aufklärungs-Abteilung 160 miteinander verschmolzen. Am gleichen Tag wurde die Heeres-Flakartillerie-Abteilung 282 als IV. (Flak)/Art.Reg. 160 der Division unterstellt.
Am 20. Juni 1942 erhielt die Division eine Zuteilung neuer Ausrüstung für die eigene Panzerjäger-Abteilung. Es wurden achtzehn Sd.Kfz. 132, also Panzerjäger-Selbstfahrlafette I für 7,62-cm-Pak 36 „Marder II“, vom Heereszeugamt übernommen.
Im Rahmen der Sommeroffensive 1942 erreichte der Verband im Oktober 1942 Stalingrad.

### Einsatz bei Stalingrad
Die 60. motorisierte Infanterie-Division war dem XIV. Panzerkorps der 6. Armee unter General der Infanterie Gustav Anton von Wietersheim angegliedert und hatte den Auftrag, den linken, nördlichen Flügel zwischen Don und Wolga zu sichern. Nach Umgruppierung der Kräfte für den bevorstehenden Angriff auf Stalingrad wurden im Norden außerdem die 305. Infanterie-Division, die 76. Infanterie-Division, die 3. Infanterie-Division (mot.) und die 16. Panzer-Division im Korridor der beiden Flüsse disloziert, um ein Gegengewicht gegen die 1. Gardearmee und die 66. Armee der Roten Armee zu bilden. Abgesichert werden musste ein 29 Kilometer breiter Streifen südlich der Kotluban-Station bis zur Wolga. Generalmajor Otto Kohlermann bildete um das Dorf Borodkin über den Tatarenwall bis zum Dorf Kuzmichi Verteidigungslinien mit dem Pionier- und dem Aufklärungsbataillon 60, dem Maschinengewehr-Bataillon 9 und dem Panzergrenadier-Regiment 120 im Osten. Das Panzergrenadier-Regiment 92 wurden aufgeteilt, wobei einige Bataillone südlich von Orlowka eingesetzt wurden.
Während der sowjetischen Kotluban-Offensive durch die 4. Panzer-Armee, die 24. Armee, die 1. Gardearmee und die 66. Armee vom 3. bis zum 12. September 1942 im Norden von Stalingrad spielte die 60. ID (mot.) eine zentrale Rolle. Die breit angelegte Offensive der Roten Armee band Artilleriekräfte und die Luftwaffe, die bei der Eroberung Stalingrads fehlten, und führte dazu, dass die 60. ID (mot.) ihre Reserven aktivieren musste, um den Durchbruch zu verhindern. Am 5. September entsandte Kohlermann das Panzergrenadier-Regiment 92 und Teile des Panzergrenadier-Regimentes 120 in den nördlichen Orlowka-Sektor, um das Panzergrenadier-Regiment 8 am Hügel 139,7 und bei Kuzmichi zu verstärken. Am 10. September 1942 musste die Division am Hügel 139,7 wiederholten massiven Angriffe der 1. Gardearmee begegnen. In der Kotluban-Offensive waren 250.000 Rotarmisten mit 300 Panzern eingesetzt und griffen in Frontalangriffen mit Schützenreihen die Abwehrstellungen der Wehrmacht an. Für die Rote Armee war die Offensive mit hohen Verlusten verbunden, sie führte jedoch dazu, dass der deutsche Angriff auf Stalingrad mit einer viel größeren Verzögerung und weniger Kräften als ursprünglich eingeplant durchgeführt wurde.
Während der gesamten Stalingradschlacht war die nördliche Linie in der Kotluban-Region einer der Schwachpunkte der 6. Armee; dennoch gelang es, von hier aus Druck auf die Gorokhow-Gruppe (124. SB, 149. SB und 282. NKWD-SB) auszuüben. Nördlich der Stalingrader Industriekomplexe bildete sich der sowjetische Orlowka-Frontvorsprung, der fortan den Vormarsch des LI. Armeekorps bedrohte. Erst der Vormarsch durch die Stalingrader Vororte vom 5. bis zum 9. September verringerte die Gefahr eines Feindeinbruches im Don-Wolga-Korridor eine Zeit lang, obwohl den drei dort eingesetzten Divisionen nicht mehr als 100 Panzer zur Verfügung standen.
Die Kampfstärke der sieben Panzergrenadier-Bataillone befand sich am 14. September 1942 noch in folgendem Zustand: eins in mittlerer Stärke (500–700 Mann) und sechs durchschnittlich (400–500), Pionierbataillon ebenfalls durchschnittlich (300–400).
Vom 18. September bis 2. Oktober 1942 scheiterte Andrei Jerjomenkos Zweite Kotluban-Offensive an der Abwehr durch die 60. ID (mot.), die 3. ID (mot.) und die 16. Panzer-Division. Die Achse seines Hauptangriffes richtete sich auf Hügel 139,7 der Kuzmichi-Region und die Ortschaft Samofalowka. Der Durchbruch sollte an der vermeintlich schwächsten Stelle zwischen dem VIII. Armeekorps und XIV. Panzerkorps erfolgen.
Die 24. Armee sollte mit ca. 34.000 Soldaten die 60. ID (mot.) bei der Station km 564 schlagen und sich südlich der Eisenbahnlinie nach Gorodischtsche bewegen. Die Verteidigungsstellungen der 76. ID und 60. ID (mot.) mit ca. 6000 Soldaten bestanden aus einem dichten Netzwerk von Schützengräben, Feuerstellungen und Bunkern, welches nicht überwunden werden konnte. Trotz einer Relation von 6:1 zugunsten der Roten Armee und einigen Anfangserfolgen am 18. September 1942 scheiterte das Unternehmen. Die 60. ID (mot.) behauptete sich auf den Hügeln 145,5 und 152,4 und einer Region, die auf deutscher Seite „Bolschoi-Gräben“ genannt wurde. Wellen von Sturzkampfbombern und massiertes Artilleriefeuer vernichteten die sowjetischen Panzerkeile. Die Kämpfe zwischen dem 18. und 19. September 1942 an der Kotluban-Front kosteten ca. 36.000 Rotarmisten das Leben, erzielten einen Geländegewinn von 20 Quadratkilometern und brachten schließlich die Station km 564 in sowjetischen Besitz. Von den deutschen Einheiten erlitt die 76. ID an der Kotluban-Front die stärksten Verluste und zwar derart, dass sie durch 113. ID abgelöst werden musste.
Vom 14. auf den 26. September sank die Kampfstärke der Bataillone auf sechs durchschnittliche (400–500 Mann) Bataillone und ein schwaches (200–300 Mann) Pionier-Bataillon. Generalmajor Hans-Valentin Hube befahl am 27. September 1942 einen erneuten Angriff der 60. ID (mot.) und 16. Panzer-Division in Kompaniestärke auf den Orlowka-Frontvorsprung, der allerdings schnell zusammenbrach, so dass Verstärkungen durch die 94. ID und 389. ID in den Norden von Stalingrad gebracht werden mussten. Dies war auch dadurch begründet, dass die Rote Armee einen permanenten Druck auf die Verteidigungsstellungen der 6. Armee in der Kotluban-Region ausübte und dass die Kämpfe in Stalingrad einige dringend benötigte Einheiten banden, die erst mit erheblicher Verzögerung im Raum von Orlowka eintrafen.
Vom 29. September bis zum 3. Oktober 1942 begann der eigentliche Angriff auf den Orlowka-Frontbogen, der von der 389. ID und 94. ID im Süden, der Gruppe Stahel und der 60. ID (mot.) von Westen und von der 16. Panzer-Division im Norden ausgeführt wurde. Die 6500 Mann starken Verbände der Roten Armee unter Oberst K.M. Andriusenko waren entlang des Flusslaufes der Orlowa eingeschlossen und sollten von allen Seiten vernichtet werden. Vor dem Angriff bezog die 60. ID (mot.) Ausgangsstellungen auf Hügel 147,6 und sollte in Bataillons- und Kompaniestärke mit dem Kradschützen-Bataillon 160 angreifen. Durch die unaufhörlichen Angriffe der Roten Armee bei Kotluban konnten nur Teile von Hubes Einsatzkräften für das Orlowka-Unternehmen bereitgestellt werden. Am 29. September 1942 um 10 Uhr bewegte sich eine Kampfgruppe der 60. ID (mot.) in Bataillonsstärke unterstützt von 15 Panzern auf die Ortschaft Orlowka zu, wurde aber vor den Stellungen der 115. Schützen-Brigade der Roten Armee zum Stillstand gebracht, woraus sich mehrtägige und erbitterte Kämpfe entwickelten.
Craig beschreibt diesen Angriff aus der Sicht von Leutnant Heinrich Klotz, der eine Gruppe aus Veteranen des Ersten Weltkrieges anführte und sich anfangs weigerte, seine Soldaten im Frontalangriff ohne Panzerunterstützung gegen gut ausgebaute sowjetische Stellungen zu schicken. Im Morgennebel des nächsten Tages führte Klotz den Divisionsbefehl trotz Erwartung eines Blutbades dennoch aus, dabei fiel ein Großteil seiner Kompanie durch Artilleriefeuer und deplatzierte Bombenangriffe der eigenen Luftwaffe. Von den 120 Soldaten seiner Gruppe fielen 90. Trotz lokaler Verluste und Rückschläge verlief die Korrektur des Orlowka-Frontbogens insgesamt sehr erfolgreich.
Die Kampfstärke der 60. ID (mot.) sank nach der Orlowka-Operation am 5. Oktober 1942 auf vier durchschnittliche (400–500 Mann), zwei schwache (300–400 Mann) und ein abgekämpftes, erschöpftes Bataillon mit weniger als 300 Mann. Das Pionier-Bataillon 160 befand sich ebenfalls in einem stark erschöpften Zustand mit weniger als 200 Mann. Während des deutschen Großangriffes auf das Traktorenwerk am 14. Oktober 1942 war die 60. ID (mot.) wieder mit Verteidigungsaufgaben in der Kotluban-Region beschäftigt, wobei das Panzergrenadier-Regiment 92 die Schlüsselverteidigung in der Ortschaft Kuzmichi übernahm. Jeremenko und Rokossowski verschoben ihren für Ende Oktober geplanten Großangriff wegen tagelangen Dauerregens. Anfang November 1942 wurde die 60. ID (mot.) nach kurzer Ruhepause verstärkt, erhielt jedoch keinen Ersatz für ihre zerstörten Kettenfahrzeuge. Paulus plante, die Division beim Angriff am 15. November 1942 auf die chemische Fabrik „Lazur“ in der Eisenbahnschleife „Tennisschläger“ östlich des Mamajew-Hügels einzusetzen. Dieser Plan wurde von Paulus und Weichs wieder verworfen, da die Kräfte der 60. ID (mot.) trotz leichter Verstärkung für weitere offensive Operationen nicht mehr ausreichten.

### Untergang der Division in Stalingrad
Die 60. ID (mot) wurde in Stalingrad vollständig vernichtet. Es war ursprünglich vorgesehen, die Überlebenden in einen neuen Verband namens 60. Panzergrenadier-Division einzugliedern.
Der Nachfolgeverband erhielt allerdings im Mai 1943 die Bezeichnung Panzergrenadier-Division Feldherrnhalle.

## Panzergrenadier-Division Feldherrnhalle

### Einsatzgebiete der Panzergrenadier-Division Feldherrnhalle
- Frankreich: Juni bis Oktober 1943
- Ostfront, Zentralabschnitt: Oktober 1943 bis Februar 1944
- Ostfront, Nordabschnitt: Februar bis Juni 1944
- Ostfront, Zentralabschnitt: Juni bis Oktober 1944
- Ungarn: Oktober bis November 1944

### Neuaufstellung aus Resten der 60. ID (mot.)
Die Wiederaufstellung sollte bis zum 1. April 1943 erfolgen, wurde aber bis zum 8. Mai 1943 hinausgeschoben. Aus den Resten der alten Division entstanden der Divisionsstab und das I./Grenadier-Regiment 92, I./Grenadier-Regiment 120, 13./92, 14./120, Stab und 1. Kompanie/Panzer-Abteilung 160, I./Artillerie-Regiment 160, Pionier-Bataillon und eine Nachrichten-Kompanie.
Da die Aufstellung des Grenadier-Regiments 92 am 9. April 1943 unabhängig von der Division als Heerestruppe erfolgte, wurden der Stab, I. Bataillon und 13. Kompanie/92 in Grenadier-Regiment 120 umgegliedert. Zur generell am 27. Mai 1943 verfügten Umbenennung in 60. Panzergrenadier-Division kam es nicht, sie erhielt stattdessen die Bezeichnung Panzergrenadier-Division Feldherrnhalle. Die Bezeichnung Feldherrnhalle sollte die Verbundenheit mit der SA-Standarte Feldherrnhalle ausdrücken. Die Runen Feldherrnhalle wurden von Offizieren der Division an der Schulter getragen. In der Panzergrenadier-Division Feldherrnhalle dienten viele ehemalige Angehörige der SA.
Das Stationierungsgebiet während der Aufstellung war bis Mitte August 1943 ein etwa 50 × 60 km großer Unterkunftsraum im Gebiet nördlich Marseille, wo der Verband gleichzeitig als Besatzungstruppe fungierte. Nach der Aufstellung wurde die Division in diesem Raum von der in Aufstellung befindlichen 10. SS-Panzer-Division „Frundsberg“ als Besatzungstruppe abgelöst.

### Verlegung an die Ostfront
Sie war von Oktober 1943 bis Oktober 1944 an verschiedenen Abschnitten der Ostfront im Einsatz.

### Vernichtung PzGrenDiv FHH
Im Juli 1944 während der Operation Bagration bei Minsk wurde die Division FHH weitgehend vernichtet.

### Verwendung der Reste der PzGrenDiv FHH
Reste verlegten im Oktober 1944 nach Ungarn. Die Panzer-Division (PD) Feldherrnhalle 1 war die Nachfolgeeinheit der Panzergrenadier-Division. Sie bestand aus Überlebenden der PGD Feldherrnhalle.

## Gliederung

### 1940
- Infanterie-Regiment 92
- Infanterie-Regiment 243
- Infanterie-Regiment 244
- Artillerie-Regiment 160
- Pionier-Bataillon 160
- Kradschützen-Bataillon 160
- Aufklärungs-Abteilung 160
- Infanterie-Divisions-Nachrichten-Abteilung 160
- Infanterie-Divisions-Nachschubführer 160

### 1941
- Infanterie-Regiment (mot.) 92

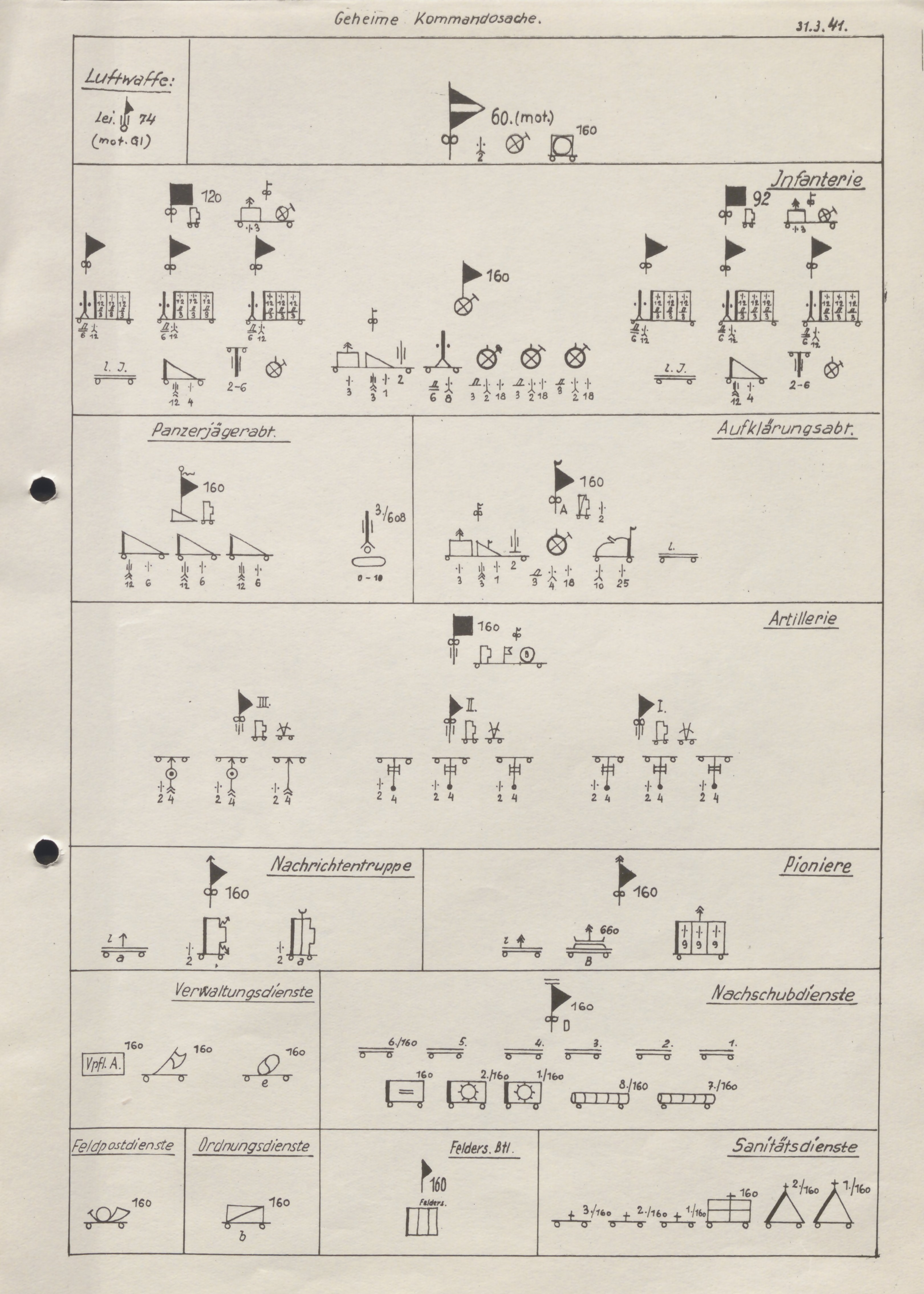
Gliederung der 60. Inf. Div. (mot.) am 31. März 1941, taktische Zeichen

  - I. Infanterie-Bataillon (mot.) 92
  - II. Infanterie-Bataillon (mot.) 92
  - III. Infanterie-Bataillon (mot.) 92
- Infanterie-Regiment (mot.) 120
  - I. Infanterie-Bataillon (mot.) 120
  - II. Infanterie-Bataillon (mot.) 120
  - III. Infanterie-Bataillon (mot.) 120
- Kradschützen-Bataillon 160
- Panzerjäger-Abteilung 160
- Aufklärungs-Abteilung (mot.) 160
- Artillerie-Regiment (mot.) 160
  - I. Artillerie-Bataillon (mot.) 160
  - II. Artillerie-Bataillon (mot.) 160
  - III. Artillerie-Bataillon (mot.) 160
- Nachrichten-Bataillon (mot.) 160
- Pionier-Bataillon (mot.) 160
- Nachschub-Bataillon (mot.) 160
- Verwaltungsdienste (mot) 160
- Feldpost (mot.) 160
- Ordnungsdienste (mot.) 160
- Feldersatz-Bataillon 160
- Sanitätstruppen 160

### 1942
- Infanterie-Regiment (mot.) 92
- Infanterie-Regiment (mot.) 120
- Kradschützen-Bataillon 160
- Aufklärungs-Abteilung 160
- Artillerie-Regiment 160
- Pionier-Bataillon 160
- Infanterie-Divisions-Nachrichten-Abteilung 160

#### Gefechtsordnung der 60. ID (mot.)
- Stab
  - Kartenstelle (mot.)
  - Kradmelder-Zug
- IR (mot.) 92
  - Nachrichten-Zug (mot.)
  - Aufklärungs-Kompanie (mot.)
    - Kradmelder-Zug
    - Pionier-Zug

  - I.–III. Bataillon mit je
    - 3 motorisierten Kompanien
    - 1 MG-Kompanie (mot.)

  - Infanteriegeschütz-Kompanie (mot.)
  - leichte Infanterie-Kolonne
- IR (mot.) 120
  - Nachrichten-Zug (mot.)
  - Aufklärungs-Kompanie (mot.)
    - Kradmelder-Zug
    - Pionier-Zug

  - I.–III. Bataillon mit je
    - 3 motorisierten Kompanien
    - 1 MG-Kompanie (mot.)

  - Infanteriegeschütz-Kompanie (mot.)
  - leichte Infanterie-Kolonne
- Panzerjäger-Bataillon 160
  - Nachrichten-Zug (mot.)
  - 3 Panzerjäger-Kompanien (mot.)
  - schwere MG-Kompanie
- Kradschützen-Bataillon 160
  - 3 Kompanien
  - schwere MG-Kompanie (mot.)
  - Aufklärungs-Kompanie (mot.)
    - Infanteriegeschütz-Zug (mot.)
    - Panzerjäger-Zug (mot.)
    - Pionier-Zug (mot.)
- Aufklärungs-Abteilung 160
  - Nachrichten-Zug (mot.)
  - Panzerwagen-Kompanie
  - Kradschützen-Kompanie
  - schwere Aufklärungs-Kompanie
    - Panzerjäger-Zug
    - Pionier-Zug
    - Infanteriegeschütz-Zug

  - Aufklärungs-Kolonne (mot.)
- AR 160
  - Unterstützungstruppen (mot.)
    - Nachrichten-Zug
    - Wetter-Zug

  - I.–III. Abteilung mit je
    - 1 Vermessungs-Trupp (mot.)
    - 1 Nachrichten-Zug (mot.)
    - 3 Batterien (mot.)
- Nachrichten-Abteilung 160
  - Telefonkompanie (mot.)
  - Fernmeldekompanie (mot.)
  - leichte Nachrichten-Kolonne (mot.)
- Pionier-Bataillon 160
  - 3 Kompanien (mot.)
  - Brückenkolonne (mot.)
  - leichte Pionier-Kolonne (mot.)
- Infanterie-Divisions-Nachrichten-Abteilung 160

### Veränderungen in der Gliederung von 1939 bis 1944
| 60. ID 1939                                    | 60. ID (mot.) 1942                             | Division Feldherrnhalle 1944                |
| ---------------------------------------------- | ---------------------------------------------- | ------------------------------------------- |
| —                                              | —                                              | Panzer-Bataillon Feldherrnhalle             |
| Infanterie-Regiment 92                         | Infanterie-Regiment 92 (mot.)                  | Füsilier-Regiment Feldherrnhalle            |
| Infanterie-Regiment 243                        | Infanterie-Regiment 120 (mot.)                 | Grenadier-Regiment Feldherrnhalle           |
| Infanterie-Regiment 244                        | —                                              | —                                           |
| Artillerie-Regiment 160                        | Artillerie-Regiment 160                        | Artillerie-Regiment Feldherrnhalle          |
| Pionier-Bataillon 160                          | Pionier-Bataillon 160                          | Pionier-Bataillon Feldherrnhalle            |
| Kradschützen-Bataillon 160                     | Kradschützen-Bataillon 160                     | —                                           |
| Aufklärungsabteilung 160                       | Aufklärungsabteilung 160                       | Panzer-Aufklärungs-Abteilung Feldherrnhalle |
| Infanterie-Divisions-Nachrichten-Abteilung 160 | Infanterie-Divisions-Nachrichten-Abteilung 160 | Nachrichten-Abteilung Feldherrnhalle        |

## Kommandeure
| Dienstzeit                       | Dienstgrad   | Name                      |
| -------------------------------- | ------------ | ------------------------- |
| 15. Oktober 1939 bis August 1940 | Generalmajor | Friedrich-Georg Eberhardt |

| Dienstzeit                     | Dienstgrad      | Name                      |
| ------------------------------ | --------------- | ------------------------- |
| August 1940 bis 15. Mai 1942   | Generalleutnant | Friedrich-Georg Eberhardt |
| 15. Mai bis November 1942      | Oberst          | Otto Kohlermann           |
| November 1942 bis Februar 1943 | Generalmajor    | Hans-Adolf von Arenstorff |

| Dienstzeit                         | Dienstgrad      | Name                           |
| ---------------------------------- | --------------- | ------------------------------ |
| Juni 1943 bis 18. Februar 1944     | Generalleutnant | Otto Kohlermann                |
| 19. Februar 1944 bis 3. April 1944 | Generalmajor    | Albert Henze                   |
| 4. April bis 8. Juli 1944          | Generalmajor    | Friedrich-Carl von Steinkeller |
| 8. Juli bis November 1944          | Generalmajor    | Günther Pape                   |

## Auszeichnungen
Insgesamt wurden 13 Angehörige der 60. ID (mot.) mit dem Ritterkreuz ausgezeichnet und 37 mit dem Deutschen Kreuz in Gold.
| Dienstrang      | Name                       | Einheit                                      | Verleihungsdatum                 |
| --------------- | -------------------------- | -------------------------------------------- | -------------------------------- |
| Leutnant        | Rolf Schneege              | Pionier-Zugführer StabsKp./IR 120 (mot.)     | 14. Mai 1941                     |
| Hauptmann       | Erich Schröter             | Bataillonskommandeur I. Btl./IR 120 (mot.)   | 8. Sep. 1941                     |
| Oberst          | Karl-Albrecht von Groddeck | Regimentskommandeur IR 120 (mot.)            | 8. Sep. 1941                     |
| Generalleutnant | Friedrich-Georg Eberhardt  | Divisionskommandeur 60. ID (mot.)            | 31. Dez. 1941                    |
| Major           | Georg Hesse                | Bataillonskommandeur III. Btl./IR 120 (mot.) | 31. Dez. 1941                    |
| Oberstleutnant  | Rudolf Petershagen         | Bataillonskommandeur II. Btl./IR 92 (mot.)   | 20. Juli 1942                    |
| Obergefreiter   | Fritz Mette                | Gruppenführer 9.Kp./GR 92 (mot.)             | 5. Jan. 1943                     |
| Major           | Karl Willig                | Bataillonskommandeur II. Btl./GR 120 (mot.)  | 18. Jan. 1943, RK mit Eichenlaub |
| Oberleutnant    | Friedrich Sacha            | Kompaniechef 2.Kp./Panzerjäger-Abteilung 160 | 20. Jan. 1943                    |
| Oberleutnant    | Franz Klitsch              | Führer StabsKp/GR 120 (mot.)                 | 22. Jan. 1943                    |
| Oberarzt        | Horst Wilcke               | Bataillonsarzt III.Btl./IR 120 (mot.)        | 25. Juli 1942                    |
| Hauptmann       | Karl Willig                | Bataillonskommandeur II.Btl./IR 120 (mot.)   | 25. Juli 1942                    |
| Feldwebel       | Albert Dressel             | Zugführer 3.Kp./Panzer-Abteilung 160         | 13. Okt. 1942                    |

| Dienstrang    | Name                 | Einheit                                                        | Verleihungsdatum |
| ------------- | -------------------- | -------------------------------------------------------------- | ---------------- |
| Hauptmann     | Erich Oberwöhrmann   | Führer Panzer-Abteilung „Feldherrnhalle“                       | 7. Feb. 1944     |
| Major         | Wilhelm Schöning     | Bataillonskommandeur I.Btl./Füsilier-Regiment „Feldherrnhalle“ | 7. Feb. 1944     |
| Oberfeldwebel | Herbert Berger       | Zugführer 10.Kp./GR (mot.) „FHH“                               | 12. März 1944    |
| Hauptmann     | Hans-Arno Ostermeier | Kampfgruppen-Führer PzGren.Div. „FHH“                          | 23. Aug. 1944    |

## Bekannte Divisionsangehörige
- Friedrich Foertsch (1900–1976), war von 1961 bis 1963, als General des Heeres der Bundeswehr, Generalinspekteur der Bundeswehr